# Styrud
Styrud är en bebyggelse söder om Mariestad, väster om riksväg 26 i Eks socken i Mariestads kommun. Från 2015 avgränsar SCB här en småort.